# 宝箱-TREASURE BOX-/プラチナジェット
「宝箱-TREASURE BOX-/プラチナジェット」（トレジャーボックス/ぷらちなじぇっと）は、2015年2月26日にワーナー・ブラザース・ホームエンターテイメントから発売された、奥井雅美とどーなつ◎くいんてっとのスプリットシングル。

## 背景
「宝箱-TREASURE BOX-」は、テレビアニメ『SHIROBAKO』の後期オープニングテーマに、「プラチナジェット」はその後期エンディングテーマに使用された。

## ディスクジャケット
ジャケットには、『SHIROBAKO』の主要キャラが描かれている。

## リリース
2015年2月25日に、ワーナー・ブラザース・ホームエンターテイメントから初回限定盤と通常盤の2形態でリリースされた。
初回限定盤には『SHIROBAKO』のノンテロップ後期OPとノンテロップ後期EDを収録したDVDが同梱している。

## 批評
| 専門評論家によるレビュー | 専門評論家によるレビュー |
| レビュー・スコア         | レビュー・スコア         |
| 出典                     | 評価                     |
| ------------------------ | ------------------------ |
| CDジャーナル             | 肯定的                   |

CDジャーナルは、「『宝箱-TREASURE BOX-』は、夢をあきらめず進み続けるというアニメのテーマに沿った内容である。一方『プラチナジェット』は声優5人がヴォーカルをつとめるダンス・チューンで、ファンは昇天必至。」と評価している。

## 収録曲
| #         | タイトル                                    | 作詞       | 作曲       | 編曲              | 時間  |
| --------- | ------------------------------------------- | ---------- | ---------- | ----------------- | ----- |
| 1.        | 「宝箱-TREASURE BOX-」(奥井雅美)            | 奥井雅美   | カヨコ     | 千葉“naotyu-”直樹 | 3:53  |
| 2.        | 「プラチナジェット」(どーなつ◎くいんてっと) | 桃井はるこ | 桃井はるこ | 渡辺剛            | 4:14  |
| 3.        | 「宝箱-TREASURE BOX-」(Instrumental)        |            |            |                   | 3:53  |
| 4.        | 「プラチナジェット」(Instrumental)          |            |            |                   | 4:11  |
| 合計時間: | 合計時間:                                   | 合計時間:  | 合計時間:  | 合計時間:         | 16:11 |

| #  | タイトル                            | 作詞 | 作曲・編曲 |
| -- | ----------------------------------- | ---- | ---------- |
| 1. | 「「SHIROBAKO」ノンテロップ後期OP」 |      |            |
| 2. | 「「SHIROBAKO」ノンテロップ後期ED」 |      |            |

## 参加ミュージシャン
| 宝箱-TREASURE BOX- - All Vocal & Chorus : 奥井雅美 - Guitar : 高慶“CO-K”卓史 - Bass : 川崎哲平 - Drums : 河村吉宏 - Sound Producer : 長谷川洋輔 (ultraCeep Inc.) - Directed by : 千葉“naotyu-”直樹 - Artist Coordinate : 森田純正 (FIREWORKS) - Recording & Mixing Engineer : 渡辺敏広 (prime sound studio form) | プラチナジェット - All Vocal & Chorus : 木村珠莉・佳村はるか・千菅春香・髙野麻美・大和田仁美 - All Instruments : 渡辺剛 - Directed by : 二宮直樹 (Music Brains) - Coordinator : 青木真知子 (Music Brains) - Aretist Management : 俳協・アイムエンタープライズ・ダンデライオン・青二プロダクション - Recording & Mixing Engineer : 松本径 (Music Brains) |